# Vasco Esporte Clube
El Vasco Esporte Clube fue un equipo de fútbol de Brasil que jugó en el Campeonato Sergipano, la primera división del estado de Sergipe.

## Historia
Fue fundado el 15 de agosto de 1931 en el municipio de Aracaju, la capital del estado de Sergipe con el nombre Vasco da Gama Futebol Clube por un grupo de banqueros y comerciantes inspirados en el CR Vasco da Gama, participando dos años después en el Campeonato Sergipano donde terminó subcampeón.
La mejor época del club han sido los años 1940, periodo en el que obtuvieron su primer título estatal en 1944 de manera invicta y llegaron a la final del Campeonato Sergipano al año siguiente, cambian su nombre por el de Vasco Esporte Clube en 1946 y son campeones estatales nuevamente en 1948.
En 1953 consigue ser campeón estatal por tercera ocasión, destacando principalmente por la formación de jugadores, tanto fue el aporte de jugadores al estado de Sergipe que en 1984 el club fue declarado por la Cámara Municipal de Aracaju en la Ley n.º 967/84. Tres años después el club se proclama campeón estatal por cuarta ocasión, la primera como equipo profesional, pero luego de eso el club llegó a los años 1990 con mucha inestabilidad que por lo menos lo llevó al subcampeonato estatal en la temporada de 1998 y a su desaparición un año después, aunque la institución continúa activa como institución de utilidad pública.

## Rivalidades
Su principal rival fue el Paulistano Futebol Clube, la cual fue más fuerte durante los años 1930.

## Palmarés
- Campeonato Sergipano: 4

1944, 1948, 1953, 1987
- Torneo Inicio Sergipano: 2

1947, 1961
- Campeonato Sergipano Serie A2: 1

1992